# Victoria taminata
Victoria taminata là một loài bướm đêm trong họ Geometridae.